# The Mesh of the Net
The Mesh of the Net è un cortometraggio muto del 1915. Il nome del regista non viene riportato nei credit.

## Produzione
Il film fu prodotto dalla Balboa Amusement Producing Company.

## Distribuzione
Distribuito dalla Pathé Exchange, il film - un cortometraggio di tre bobine - uscì nelle sale cinematografiche statunitensi il 17 luglio 1915.